# Skoghall
Skoghall is de hoofdplaats van de gemeente Hammarö in het landschap Värmland en de provincie Värmlands län in Zweden. De plaats heeft 12.810 inwoners (2005) en een oppervlakte van 1051 hectare.
De plaats ligt op de plaats waar de rivier de Klarälven in het Vänermeer uitmondt. De plaats wordt vaak gezien als voorstad van Karlstad, dit omdat de plaats slechts zeven kilometer van het centrum van Karlstad vandaan ligt.

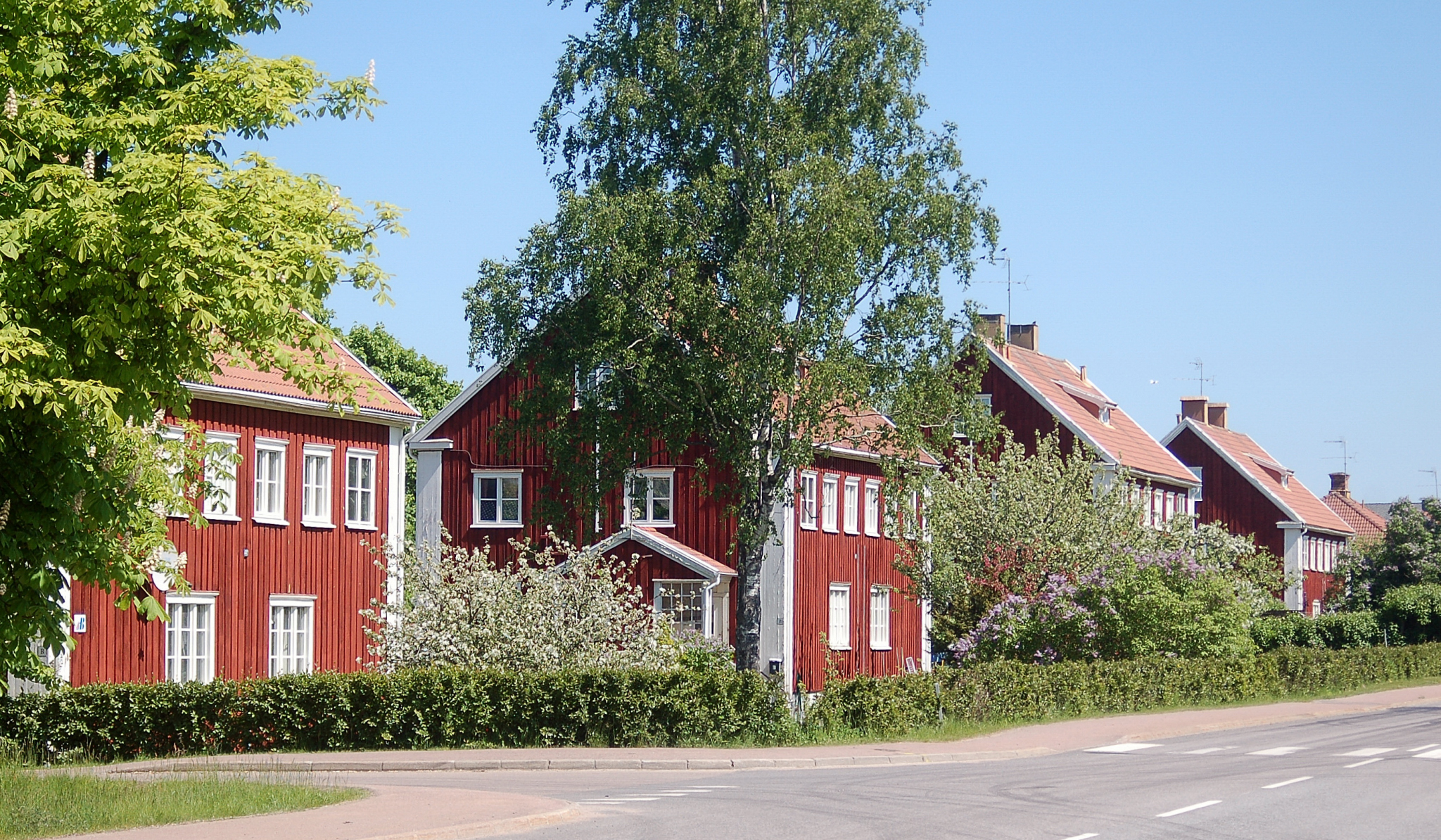
Straat in Skoghall
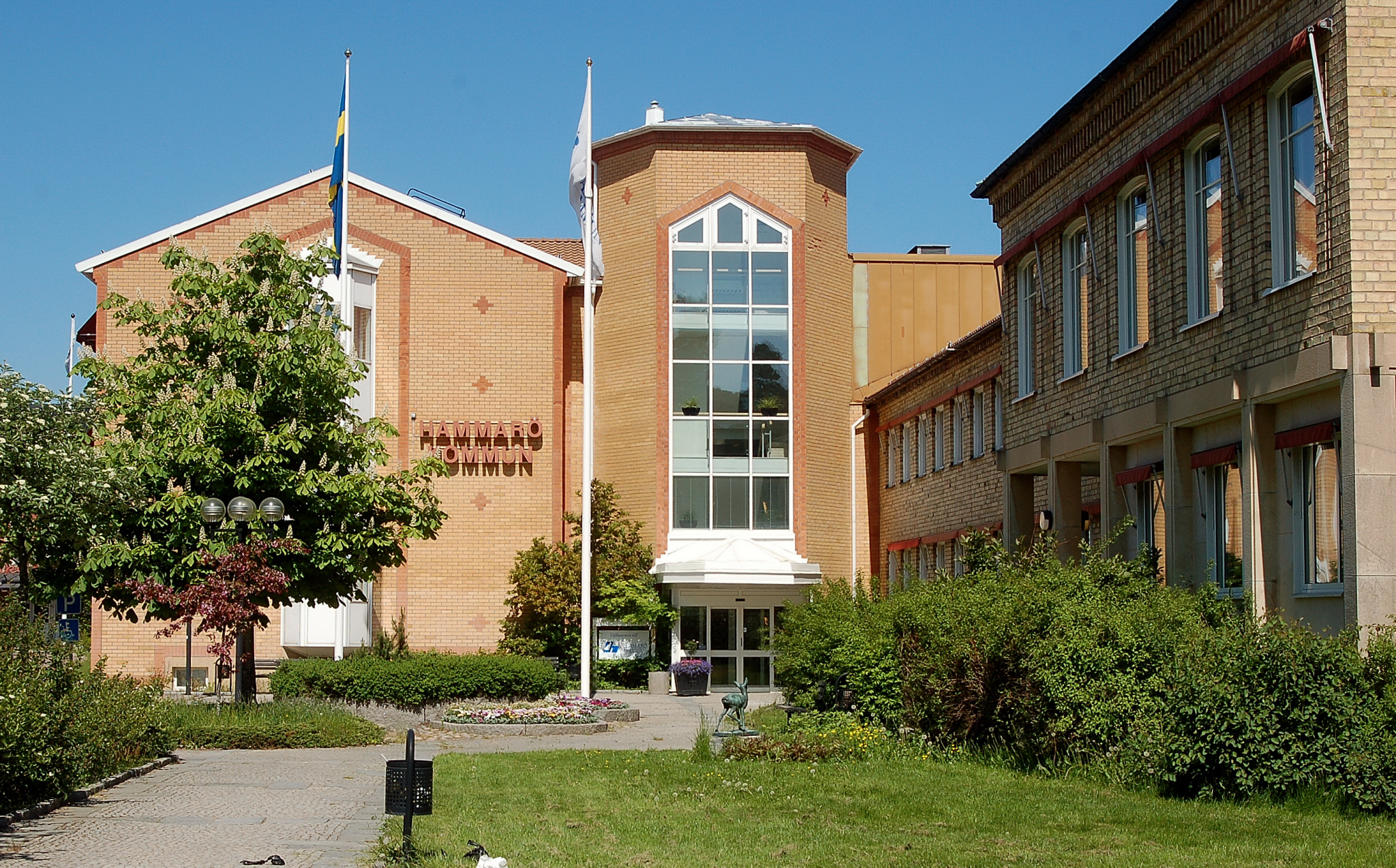
Gemeentehuis van gemeente Hammarö

## Verkeer en vervoer
Bij de plaats loopt de Länsväg 236.

## Geboren
- Björn Hamberg (1985), voetbaltrainer